# ライアン・オメラ
ライアン・オメラ（英語: Ryan O'Meara、1984年1月5日 - ）は、アメリカ出身の男性フィギュアスケートアイスダンス選手。2006年トリノオリンピックアイスダンスアメリカ代表。パートナーはジェイミー・シルバースタイン、リディア・マノンなど。

## 経歴
- 7歳でアイスホッケーを始め、9歳のときにスケートへ転向。ジュニア時代からさまざまな選手とカップルを組むが2003年よりリディア・マノンとカップルを結成。
- 2004年ネーベルホルン杯で優勝、翌2005年の全米フィギュアスケート選手権、2005年四大陸フィギュアスケート選手権でともに3位となるもカップルは解散する。
- 2005年4月、ジェイミー・シルバースタインとカップルを結成。翌2006年全米フィギュアスケート選手権で3位となり、2006年トリノオリンピック出場権を獲得。トリノオリンピックでは16位、のちに解散し引退。
- 2008年にゲイだとカミングアウトした[1]。
- 現在はコーチとして活動を続けている。

## 主な戦績
- 2004-05シーズンまでパートナーはリディア・マノン
- 2005-06シーズンのみパートナーはジェイミー・シルバースタイン

| 大会/年            | 2003-04 | 2004-05 | 2005-06 |
| ------------------ | ------- | ------- | ------- |
| オリンピック       |         |         | 16      |
| 四大陸選手権       |         | 3       | 6       |
| 全米選手権         | 6       | 3       | 3       |
| GPスケートアメリカ |         |         | 5       |
| ネーベルホルン杯   | 6       | 1       |         |

### 詳細
| 2005-2006 シーズン  |                                                                  |          |          |          |           |
| 開催日              | 大会名                                                           | CD       | OD       | FD       | 結果      |
| 2006年2月10日-26日  | トリノオリンピック（トリノ）                                     | 18 27.53 | 16 46.00 | 18 76.87 | 16 150.40 |
| 2006年1月23日-28日  | 2006年四大陸フィギュアスケート選手権（コロラドスプリングス）     | 5 29.98  | 6 45.38  | 7 75.40  | 6 150.76  |
| 2006年1月7日-15日   | 全米フィギュアスケート選手権（セントルイス）                     | 4 32.24  | 3 54.46  | 2 91.76  | 3 178.46  |
| 2005年10月20日-23日 | ISUグランプリシリーズ スケートアメリカ（アトランティックシティ） | 6 28.44  | 4 48.28  | 5 78.79  | 5 155.51  |

| 2004-2005 シーズン |                                                |         |         |         |          |
| 開催日             | 大会名                                         | CD      | OD      | FD      | 結果     |
| 2005年2月14日-20日 | 2005年四大陸フィギュアスケート選手権（江陵）   | 4 32.50 | 3 53.75 | 3 85.40 | 3 171.65 |
| 2004年9月2日-5日   | 2004年オーベルストドルフ（オーベルストドルフ） | 2 31.88 | 1 50.77 | 1 90.91 | 1 173.56 |

| 2003-2004 シーズン |                                              |         |         |         |          |
| 開催日             | 大会名                                       | CD      | OD      | FD      | 結果     |
| 2003年9月3日-6日   | 2003年ネーベルホルン杯（オーベルストドルフ） | 4 29.22 | 5 41.84 | 5 79.66 | 6 150.72 |